# Бычков, Владимир Сергеевич
Владимир Сергеевич Бычко́в (1929—2004) — советский и российский кинорежиссёр и сценарист.

## Биография
В 1947—1949 годах был актёром вспомогательного состава Театра-студии киноактёра.
В 1949—1952 годах учился в Московском финансовом институте. В 1958 году окончил режиссёрский факультет ВГИКа (мастерская Сергея Юткевича).
В 1962—1967 годах и с 1982 года работал на киностудии «Беларусьфильм», в 1968—1979 годах — на киностудии имени М. Горького.
Режиссёр нескольких сюжетов в киножурнале «Фитиль».
В 1957 году дебютировал в игровом кино короткометражным фильмом «Тамбу-Ламбу», поставленным по собственному сценарию.
В 1966 году стал лауреатом премии Всесоюзного кинофестиваля в разделе «художественный фильм для детей и юношества» за «Город мастеров». Впоследствии журнал «Искусство кино» включил этот фильм в число лучших детских фильмов за сто лет существования кинематографа.
В 1967 году поставил фильм «Житие и вознесение Юрася Братчика» («Христос приземлился в Гродно»), который не вышел на экраны и до 1989 года пролежал на полке.
Похоронен в Москве на Ваганьковском кладбище.

## Семья
Сын — Василий Бычков, внучка — Юлия Бычкова.

## Фильмография

### Режиссёр
- 1957 — Тамбу-Ламбу
- 1963 — Внимание! В городе волшебник!
- 1965 — Город мастеров
- 1967 — Житие и вознесение Юрася Братчика (другое название — Христос приземлился в Гродно)
- 1969 — Мой папа — капитан
- 1971 — Достояние республики
- 1976 — Русалочка
- 1977 — Есть идея!
- 1979 — Циркачонок
- 1980 — История одного подзатыльника
- 1984 — Осенний подарок фей
- 1986 — Полёт в страну чудовищ

### Сценарист
- 1957 — Тамбу-Ламбу
- 1984 — Осенний подарок фей

### Актёр
- 1993 — Твоя воля, Господи![3]

### Продюсер
- 2000 — Романовы. Венценосная семья[4][неавторитетный источник]